# Rugby union vid olympiska sommarspelen 1908
Vid olympiska sommarspelen 1908 avgjordes en turnering i rugby. Turneringen som enbart bestod av en match hölls den 26 oktober 1908 på White City Stadium. Matchen spelades mellan Australiens rugbylandslag som var på turné i Europa och de brittiska regionalmästarna Cornwall. Antalet deltagare var 30 tävlande från 2 länder.

## Medaljfördelning
| Medaljfördelning |                |      |        |       |        |
| Placering        | Nation         | Guld | Silver | Brons | Totalt |
| 1                | Australasien   | 1    | 0      | 0     | 1      |
| 2                | Storbritannien | 0    | 1      | 0     | 1      |

## Medaljörer

### Herrar
| Gren  | Guld | Silver | Brons |
| Rugby | Australasien · Australiens rugbylandslag · Phil Carmichael · Charles Russell · Daniel Carroll · John Hickey · Frank Smith · Christopher McKivatt · Arthur McCabe · Thomas Griffen · Jumbo Barnett · Patrick McCue · Sydney Middleton · Tom Richards · Malcolm McArthur · Charles McMurtrie · Robert Craig | Storbritannien · Cornwall · Edward Jackett · Barney Solomon · Bert Solomon · L. F. Dean · J. T. Jose · Thomas Wedge · James Davey · Richard Jackett · E. J. Jones · Arthur Wilson · Nicholas Tregurtha · A. Lawrey · C. R. Marshall · A. Wilcocks · John Trevaskis | Ingen |

## Turneringen
Någon riktig turnering spelades egentligen inte utan istället spelades en match där det australiensiska rugbylandslaget vann och därmed räknas som guldmedaljörer. Förlorarna i matchen var de brittiska regionalmästarna från Cornwall.
| 26 oktober 1900 |   |            |      |
| Cornwall        | – | Australien | 3-32 |

## Deltagande nationer
Totalt deltog trettio rugbyspelare från två länder deltog vid de olympiska spelen 1908 i London.
|                                           |  |  |
| - Australasien (15) - Storbritannien (15) |  |  |